# Fachgebiet
Fachgebiet (auch Fachbereich, Fachrichtung oder Domäne) ist das ein bestimmtes Fach umfassende Wissensgebiet.

## Allgemeines
Die Lernpsychologie unterscheidet Allgemeinwissen und Fachwissen: Es gibt also verschiedene Arten von Wissen: bereichsspezifisches Wissen, das sich nur auf ein bestimmtes Fachgebiet bezieht (z. B. wann der Schiedsrichter einen Strafstoß verordnet) und allgemeines Wissen, das sich auf verschiedene Situationen anwenden lässt (z. B. lässt sich der Gebrauch eines Computers auf viele verschiedene Computertypen, Text, Zeichenaufgaben, Kommunikationsformen … anwenden.)
Das menschliche Wissen umfasst alle erdenklichen Themen, die eines Ordnungsgefüges bedurften, um eine sachgerechte Forschung und Lehre zu ermöglichen: „Die Steigerung des Anspruchsniveaus unserer zivilisierten und technifizierten Lebenswelt hatte die Spezialisierung auf eng begrenzte Fachgebiete erforderlich gemacht.“ Es handelt sich dabei um inhaltlich kategorisierte Problemkomplexe, die in Form eines mehr oder weniger homogenen Sachbereichs voneinander abgegrenzt wurden. Dies wird streng formal bei wissenschaftlichen Disziplinen, den Einzelwissenschaften, angewendet. Wie ein Fachgebiet enthalten sie inhaltlich voneinander abgegrenzte Themenbereiche, auf die sich Lehre, Forschung und Praxis spezialisieren. Im universitären Bereich ist das Fachgebiet der inhaltlich gegliederte Bereich eines Studienfachs. Hier können bestimmte Abschlüsse und Qualifikationen erworben werden: „Im Rahmen eines traditionellen Habilitationsverfahrens wird durch die Anfertigung einer Habilitationsschrift die Fähigkeit nachgewiesen, im Fachgebiet substantielle und umfassende wissenschaftliche Ergebnisse selbständig zu erzielen.“
Einzelne Fachgebiete können jedoch nicht immer klar gegeneinander abgegrenzt werden, sodass es gebietsübergreifende Themenbereiche gibt. So wird die Ehe in Fachgebieten wie Recht, Soziologie, Ethik oder Religion untersucht, wobei sich jede Disziplin die ihrem Erkenntnisziel zugehörigen Aspekte auswählt. Dies erfordert manchmal die Organisation neuer Fachgebiete, die sich auf ein bisher gebietsübergreifendes Thema spezialisieren. Interdisziplinäre Fachgebiete wie etwa die Verkehrswissenschaften, die Sportwissenschaft oder die Wagnisforschung versuchen auf kooperativem Wege in einem größeren Rahmen, fachlich kompetent einen bestimmten komplexen Wissensbereich gemeinsam zu erschließen.

## Begriffe
Die Gesamtheit der über ein Fachgebiet publizierten Literatur nennt man Fachliteratur (im Unterschied zur Sachliteratur). Sie bedient sich meist einer spezifischen Fachsprache. Unter Fachkompetenz versteht man die Fähigkeit, auf einem bestimmten Fachgebiet angemessen zu handeln. Wer in einem Fachgebiet über hohe Fachkompetenz verfügt, besitzt jedoch nicht automatisch auch eine hohe Entscheidungskompetenz. Um einen Experten handelt es sich, wenn jemand über überdurchschnittliches Wissen auf einem Fachgebiet oder mehreren bestimmten Sacherschließungen oder über spezielle Fähigkeiten verfügt. Sie eignen sich als Sachverständige. Als Fachidiot zeichnet sich jemand aus, der eine Problemstellung nur aus der Perspektive seines Fachgebiets beurteilen kann. Abteilungen einer Organisation, die im Rahmen der Arbeitsteilung auf ein bestimmtes Sachgebiet spezialisiert sind, werden als Fachbereiche bezeichnet.

## Fachgebiete im Bildungswesen
- Im Schulwesen wird meist vom Schulfach gesprochen.
- An Hochschulen heißt das Fachgebiet Einzelwissenschaft oder Studienfach an einer Universität, einer technischen Hochschule bzw. Fachhochschule oder einer Künstlerischen Akademie. Die Wissenschaft nennt es Disziplin, ein Obergebiet Wissenschaftszweig, eine Verknüpfung mehrerer bestehender Fachbereiche heißt Interdisziplinarität.

## Fachgebiete im Berufsalltag
- Im Beruf wird von der Fachrichtung gesprochen, einer Binnendifferenzierung in staatlich anerkannten Berufen.
- In der Technik spricht man von Technischen Fachgebieten.
- Ein Fachgebiet des Handwerks heißt Fachhandwerk.

## Fachgebiete als Organisationsform
Als Abteilungen von Organisationen unterscheidet man:
- Hochschulen: Fakultät,
- Schulen: Fachbereich (Schule),
- der Kompetenzbereich eines Ministers, das Portefeuille: Ministerium,
- die fachorganisatorische Gliederung eines Krankenhauses: Krankenhausabteilung,
- die Fachbereiche von Unternehmen: Abteilung.

## Sonstiges
Es gibt verschiedene Klassifikationen zur Erschließung von Fach- und Sachgebieten, so zum Beispiel die Universelle Dezimalklassifikation und die Dewey Decimal Classification (DDC). Die DDC organisiert Wissen zunächst nach Fachgebiet, dann nach Thema in einer hierarchischen Struktur, die vom allgemeinen Wissen zum Spezialwissen fortschreitet.